# Esiliiga B 2025
L'Esiliiga B 2025 è la 13ª edizione della terza divisione del campionato di calcio estone. La stagione è iniziata il 27 febbraio 2025 e si concluderà nel novembre successivo.

## Stagione

### Novità
Dall'Esiliiga 2024 sono retrocessi Paide U21 e Tabasalu, classificatisi al penultimo e ultimo posto, mentre dalla II Liiga sono stati promossi il Maardu e il Nõmme United U21, vincitori dei rispettivi gironi. Queste squadre sostituiscono le promosse in Esiliiga Tammeka Tartu U21 e Kalju Nõmme U21, e le retrocesse in II Liiga Tulevik Viljandi e Pärnu JK.

### Formula
Le 10 squadre partecipanti si affrontano in un doppio girone di andata e ritorno, per un totale di 36 giornate. Le prime due squadre in classifica vengono promosse in Esiliiga, mentre la terza disputa uno spareggio contro la penultima dell'Esiliiga. Sono escluse dalla possibilità di promozione le formazioni Under-21 che hanno la prima squadra nella serie superiore. L'ultima classificata retrocede direttamente in II Liiga, mentre l'ottava e la nona classificata, nel caso siano una prima squadra e una Under-21, disputano due spareggi contro le vincenti dei play-off di II Liiga; se invece sono entrambe prime squadre o Under-21, la nona retrocede direttamente e solo l'ottava disputa lo spareggio.

## Squadre partecipanti
| Club             | Città      | Stadio                    | Posizione 2024                                      |
| ---------------- | ---------- | ------------------------- | --------------------------------------------------- |
| Kalev Tartu      | Tartu      | Ülenurme Staadion         | 5º posto in Esiliiga B                              |
| Kuressaare U21   | Kuressaare | Kuressaare Linnastaadion  | 4º posto in Esiliiga B                              |
| Läänemaa         | Haapsalu   | Haapsalu Linnastaadion    | 8º posto in Esiliiga B                              |
| Maardu           | Maardu     | Maardu Linnastaadion      | 1º posto nel girone Nord/Est di II Liiga, promosso  |
| Nõmme United U21 | Tallinn    | Männiku Staadion          | 1º posto nel girone Sud/Ovest di II Liiga, promosso |
| Paide U21        | Paide      | Paide Linnastaadion       | 9º posto in Esiliiga, retrocesso                    |
| Phoenix Jõhvi    | Jõhvi      | Jõhvi Linnastaadion       | 7º posto in Esiliiga B                              |
| Tabasalu         | Tabasalu   | Tabasalu Arena            | 10º posto in Esiliiga, retrocesso                   |
| TJK Legion       | Tallinn    | Sportland Arena           | 3º posto in Esiliiga B                              |
| Trans Narva U21  | Narva      | Narva Kalev-Fama Staadion | 6º posto in Esiliiga B                              |

## Classifica
Aggiornata al 27 luglio 2025.
|  | Pos. | Squadra          | Pt | G  | V  | N | P  | GF | GS | DR  |
|  | ---- | ---------------- | -- | -- | -- | - | -- | -- | -- | --- |
|  | 1.   | Maardu           | 54 | 21 | 18 | 0 | 3  | 68 | 21 | +47 |
|  | 2.   | Trans Narva U21  | 40 | 21 | 13 | 1 | 7  | 47 | 35 | +8  |
|  | 3.   | Phoenix Jõhvi    | 37 | 20 | 11 | 4 | 5  | 54 | 37 | +17 |
|  | 4.   | Nõmme United U21 | 37 | 21 | 12 | 1 | 8  | 47 | 35 | +12 |
|  | 5.   | Kalev Tartu      | 36 | 20 | 12 | 0 | 8  | 40 | 23 | +17 |
|  | 6.   | TJK Legion       | 35 | 20 | 10 | 5 | 5  | 40 | 34 | +6  |
|  | 7.   | Tabasalu         | 30 | 21 | 9  | 3 | 9  | 34 | 34 | 0   |
|  | 8.   | Paide U21        | 17 | 21 | 5  | 2 | 14 | 33 | 53 | -20 |
|  | 9.   | Läänemaa         | 8  | 21 | 2  | 2 | 17 | 16 | 69 | -53 |
|  | 10.  | Kuressaare U21   | 6  | 20 | 2  | 0 | 18 | 21 | 59 | -38 |

Legenda:

      Promossa in Esiliiga 2026

 Ammessa agli spareggi promozione o retrocessione

      Retrocessa in II Liiga 2026

+ squadra ineleggibile per la promozione.
Note:

Tre punti a vittoria, uno a pareggio, zero a sconfitta.
La classifica viene stilata secondo i seguenti criteri:
- Punti conquistati
- play-off (solo per decidere la squadra campione)
- Meno partite perse a tavolino
- Partite vinte
- Punti conquistati negli scontri diretti
- Differenza reti negli scontri diretti
- Differenza reti generale
- Reti totali realizzate
- Fair-play ranking